# Pavel Kadotjnikov
Pavel Kadotjnikov (russisk: Па́вел Петро́вич Ка́дочников) (født 29. juli 1915 i Sankt Petersborg i Russiske Kejserrige, død 2. maj 1988 i Sankt Petersborg i Sovjetunionen) var en sovjetisk filminstruktør, manuskriptforfatter og skuespiller.

## Filmografi
- Snegurotjka (Снегурочка, 1968)[1][2]
- Ja tebja nikogda ne zabudu (Я тебя никогда не забуду, 1983)